# TMTC2
TMTC2‏ (Transmembrane and tetratricopeptide repeat containing 2) هوَ بروتين يُشَفر من خلال جين TMTC2 في الإنسان.